# Parti communiste ouvrier espagnol (1921)
Pour les articles homonymes, voir Parti communiste ouvrier espagnol.
Le Parti communiste ouvrier espagnol (PCOE) était un parti politique espagnol fondé en 1921 après que des militants socialistes désirant rejoindre la IIIe Internationale se sont séparés du PSOE.
Lorsque Lénine décide de créer l’Internationale communiste en 1919, la question de l’adhésion à cette nouvelle Internationale se pose au sein des différents partis socialistes européens. Le Parti socialiste ouvrier espagnol (PSOE) ne tranche pas le problème lors de son Congrès de 1919, hésitant entre la IIe et la IIIe Internationale. Au Congrès de 1920 le PSOE opte pour une adhésion à l’Internationale communiste sous la condition ne pas se voir imposer les 21 points de Lénine. Les bolchéviks refusant cette condition, le PSOE, lors de son congrès d’avril 1921, décide alors d’adhérer à l’Internationale de Vienne dite « Internationale Deux et demi ». Cette adhésion met fin aux espoirs de la minorité de voir le parti adhérer à l’Internationale Communiste.
Cette minorité, surnommée « tercerista » en référence aux trois échecs d’adhésion du PSOE à l’Internationale communiste (1919, 1920, 1921), décide de quitter le parti socialiste. Le 13 avril 1921, la minorité « tercerista » fonde ainsi le Parti communiste ouvrier espagnol (PCOE) qui rejoint immédiatement la IIIe Internationale.
Parmi les fondateurs du PCOE on retrouve Antonio García Quejido (un des fondateurs de l’UGT dont il a été président et secrétaire général), Daniel Anguiano, Perezagua Facundo, Ramon Lamoneda ou encore Oscar Perez Solis.
L’existence du PCOE est de courte durée. Le 14 novembre 1921, sous la pression de l’Internationale communiste, le PCOE fusionne avec le Parti communiste espagnol (créé un an plus tôt) pour donner naissance au Parti communiste d'Espagne.
En 1973, un groupe emmené par Enrique Lister créera, à la suite d'une scission avec le Parti communiste d’Espagne, un nouveau parti dénommé lui aussi Parti communiste ouvrier espagnol.